# Dlhé Klčovo
Dlhé Klčovo – wieś (obec) na Słowacji położona w kraju preszowskim, w powiecie Vranov nad Topľou. Pierwsze wzmianki o miejscowości pochodzą z 1270 roku.
Według danych z dnia 31 grudnia 2012 roku, wieś zamieszkiwało 1403 osób, w tym 718 kobiet i 685 mężczyzn.
W 2001 roku rozkład populacji względem narodowości i przynależności etnicznej wyglądał następująco:
- Słowacy – 96,67%
- Czesi – 0,21%
- Romowie – 2,19%
- Ukraińcy – 0,07%

Ze względu na wyznawaną religię struktura mieszkańców kształtowała się w 2001 roku następująco:
- Katolicy rzymscy – 70,42%
- Grekokatolicy – 27,46%
- Ewangelicy – 0,35%
- Ateiści – 0,5%
- Nie podano – 1,13%